# Liste der Botschafter der Vereinigten Staaten in China
Die Liste der Botschafter der Vereinigten Staaten in China nennt die akkreditierten Diplomaten seit Aufnahme der Beziehungen im Jahr 1844.

## Botschafter beimchinesischen Kaiserreich(Qing-Dynastie)
| Botschafter                | Beginn | Ende                                 |
| -------------------------- | ------ | ------------------------------------ |
| Caleb Cushing              | 1844   | 1844                                 |
| Alexander Hill Everett     | 1846   | 1847                                 |
| John W. Davis              | 1848   | 1850                                 |
| Humphrey Marshall          | 1853   | 1854                                 |
| Robert Milligan McLane     | 1854   | 1854                                 |
| Peter Parker               | 1856   | 1857                                 |
| William B. Reed            | 1858   | 1858                                 |
| John Elliott Ward          | 1859   | 1860                                 |
| Anson Burlingame           | 1862   | 1867                                 |
| John Ross Browne           | 1868   | 1869                                 |
| Frederick Low              | 1870   | 1873                                 |
| Benjamin Avery             | 1874   | 1875                                 |
| George Seward              | 1876   | 1880                                 |
| James Burrill Angell       | 1880   | 1881                                 |
| John Russell Young         | 1882   | 1885                                 |
| Charles Harvey Denby       | 1885   | 1898                                 |
| Edwin H. Conger            | 1898   | 1905                                 |
| William Woodville Rockhill | 1905   | 1909                                 |
| William J. Calhoun         | 1910   | 1913 – bereits in der Republik China |

## Botschafter bei derRepublik China
| Name                       | Beginn                                                           | Ende |
| -------------------------- | ---------------------------------------------------------------- | --- |
| William J. Calhoun         | 1910 – hat seine Akkreditierung noch bei Kaiser Puyi eingereicht | 1913 |
| Paul Samuel Reinsch        | 1913                                                             | 1919 trat er wegen Unstimmigkeiten mit US-Präsident Woodrow Wilson von seinem Amt zurück und wurde als Berater der chinesischen Regierung tätig. |
| Charles Richard Crane      | 1920                                                             | 1921 |
| Jacob Gould Schurman       | 1921                                                             | 1925 |
| John Van Antwerp MacMurray | 1925                                                             | 1929 (1928 Wechsel der Akkreditierung zur Regierung von Nationalchina) |
| Nelson T. Johnson          | 1930                                                             | 1941 |
| Clarence E. Gauss          | 1941                                                             | 1944 |
| Patrick J. Hurley          | 1945                                                             | 1945 |
| John Leighton Stuart       | 1946                                                             | 1949 (im April 1949) nahmen die Truppen Maos nationalistische Hauptstadt Nanjing ein, aber Stuart wurde erst im August 1949 aus China zurückgerufen. Die Vereinigten Staaten erkannten die neue Regierung der Volksrepublik China bei ihrer Gründung im Oktober 1949 nicht an. Das Konsulat in Taipeh wurde 1953 in eine Botschaft umgewandelt, so dass der Botschafter in China bis zum Abbruch der Beziehungen im Jahr 1979 in Taipeh in der Republik China (Taiwan) residierte. |

## Botschafter bei derRepublik China (Taiwan)
| Name                 | Beginn | Ende |
| -------------------- | ------ | ---- |
| Karl Rankin          | 1953   | 1957 |
| Everett F. Drumright | 1958   | 1962 |
| Alan G. Kirk         | 1962   | 1963 |
| Jerauld Wright       | 1963   | 1965 |
| Walter P. McConaughy | 1966   | 1974 |
| Leonard S. Unger     | 1974   | 1979 |

1979 nahmen die USA diplomatische Beziehungen zur Volksrepublik China auf. Seither gibt es wieder einen Botschafter in Beijing (Peking). Die diplomatischen Beziehungen zur Republik China (Taiwan) werden seither vom „American Institute in Taiwan“ und den dortigen Institutsdirektoren übernommen.

## Leitende Diplomaten des US-Verbindungsbüros zurVolksrepublik Chinain Beijing
Zwischen Mai 1973 und März 1979 bestand nur ein Verbindungsbüro zur Volksrepublik China in Beijing.
| Name              | Bemerkung | Beginn | Ende |
| ----------------- | --- | ------ | ---- |
| David K. E. Bruce | | 1973   | 1974 |
| George H. W. Bush | späterer Präsident der USA                                                                                                   | 1974   | 1975 |
| Thomas S. Gates   | | 1976   | 1977 |
| Leonard Woodcock  | im März 1979 nahmen die USA diplomatische Beziehungen zur Volksrepublik China auf und Woodcock wurde zum Botschafter ernannt | 1977   | 1979 |

## Botschafter bei derVolksrepublik China
| Name                    | Bemerkung | Beginn | Ende |
| ----------------------- | --- | ------ | ---- |
| Leonard Woodcock        | zuvor bereits in Beijing an leitender Stelle tätig als Vorsteher des dortigen Verbindungsbüros der USA                                                                             | 1979   | 1981 |
| Arthur W. Hummel junior | Hummel wurde 1920 in China (Fenyang, Shanxi) geboren, wo sein Vater als Missionar tätig war.                                                                                       | 1981   | 1985 |
| Winston Lord            | | 1985   | 1989 |
| James Lilley            | Lilley wurde 1928 in China (Tsingtao, Shandong) geboren, wo sein Vater Manager für die Standard Oil Company und seine Mutter als Lehrerin tätig waren.                             | 1989   | 1991 |
| J. Stapleton Roy        | | 1991   | 1995 |
| Jim Sasser              | | 1996   | 1999 |
| Joseph Prueher          | | 1999   | 2001 |
| Clark T. Randt Jr.      | | 2001   | 2009 |
| Jon Huntsman Jr.        | | 2009   | 2011 |
| Gary Locke              | | 2011   | 2014 |
| Max Baucus              | | 2014   | 2017 |
| Terry E. Branstad       | 2020 trat Branstad vom Amt des Botschafters in der Volksrepublik China zurück, um Präsident Donald Trump im Rahmen der (letztlich verlorenen) Wiederwahlskampagne zu unterstützen. | 2017   | 2020 |
| R. Nicholas Burns       | | 2022   |      |